# Il maratoneta
Il maratoneta (Marathon Man) è un film del 1976, diretto da John Schlesinger e interpretato da Dustin Hoffman e Laurence Olivier, tratto dal romanzo di William Goldman, autore anche della sceneggiatura.

## Trama
Thomas Babington "Babe" Levy, timido e introverso studente di storia, si allena per la maratona e prepara la sua tesi di laurea sulla "tirannia" negli Stati Uniti, con l'ossessione di riabilitare la memoria del padre, caduto in disgrazia e suicidatosi durante il maccartismo. Durante un allenamento a Central Park assiste a un incendio causato da un incidente stradale in cui trova la morte il fratello del criminale di guerra nazista Christian Szell.
Il fratello di Babe, Henry "Doc", sotto le spoglie di affermato uomo d'affari del settore petrolifero, è in realtà un agente che opera nella cosiddetta "Divisione", un'agenzia diretta da Peter Janeway che si colloca nel limbo tra la CIA ed i servizi segreti. Doc svolge l'incarico di corriere per il trasporto dei diamanti di proprietà di Christian Szell, custoditi nella cassetta di sicurezza di una banca di New York di cui, oltre Szell, residente in una località segreta in Uruguay, solo il padre deceduto nell'incidente stradale aveva la chiave.
Szell, appresa la morte del fratello, arriva segretamente a New York con l'intenzione di ritirare i suoi diamanti, mentre tutti i corrieri vengono uccisi in modo misterioso. Anche Doc scampa a due attentati mentre si trova a Parigi, ma quando i due si incontrano, Szell lo accoltella con un'arma che tiene nascosta nella manica; questo è l'anello che collegherà Babe al criminale nazista: Doc, ferito mortalmente, riesce a raggiungere la casa del fratello, spirando prima di potergli confidare alcunché sulla sua reale identità.
Szell, preoccupato dalla possibilità che Doc prima di morire possa avere fornito delle informazioni sui diamanti a Babe, lo fa sequestrare da Janeway e da due suoi complici e, per estorcergli le informazioni che ritiene Babe possa avere ricevuto, lo tortura sfruttando le competenze della sua antica professione di dentista, perforandogli un dente con un trapano odontoiatrico. Resosi conto della totale estraneità di Babe, ordina ai complici di liquidarlo. Viene quindi svelato che Szell è ricompensato e tenuto nascosto dalla "Divisione" di Janeway in cambio di informazioni sui criminali di guerra nazisti. Ma Janeway rivela a Szell che ormai non gli è più di alcuna utilità, esortandolo a lasciare gli Stati Uniti non più tardi dell'una del giorno seguente. Scampato fortunosamente alla morte grazie anche alle sue doti di podista, Babe, ferito, sconvolto e avvilito dalle rivelazioni sulla vera attività del fratello, si arma della pistola del padre, che egli custodisce fin dalla morte del genitore e, per nascondersi, contatta Elsa, la ragazza straniera di cui si era innamorato, ma che, come gli aveva dimostrato il fratello, cercava in realtà di sposare un americano solo per ottenere la cittadinanza statunitense.
E infatti Elsa, che è anche lei un'agente di Janeway, lo attira in una trappola, portandolo nella casa del fratello di Szell, dove poco dopo arrivano Janeway e due suoi scagnozzi chiamati dalla donna. Babe ha scoperto però l'inganno e fa entrare i tre in casa, tenendo Elsa in ostaggio con la pistola. In un improvviso scontro a fuoco i due uomini di Janeway rimangono uccisi. Janeway rivela allora a Babe la banca in cui Szell andrà a ritirare i diamanti, ma, mentre Babe sta abbandonando di corsa la casa, afferra la pistola per inseguirlo e ucciderlo. Elsa urla per avvertire Babe e Janeway le spara, uccidendola. Babe a sua volta fredda Janeway, sparandogli attraverso una finestra.
Nel frattempo Szell si reca nel distretto dei diamanti di New York, sulla 47ª strada, per informarsi sul loro corrente valore prima di ritirare le gemme e lasciare l'America, ma viene riconosciuto in strada da due sopravvissuti ai campi di concentramento, un commesso di un negozio e un'anziana donna.
Quest'ultima cerca di attirare l'attenzione della folla, indifferente verso il criminale nazista, e in un disperato tentativo di fermarlo viene investita da un'auto. Il commesso riesce invece a raggiungerlo, ma viene accoltellato da Szell con la stessa lama retrattile usata per uccidere Doc. Mentre il commesso, agonizzante, viene soccorso, il criminale prende un taxi e si dà alla fuga verso la banca. All'uscita dalla banca, dove ha finalmente ritirato i suoi diamanti, Szell si trova davanti Babe, che lo minaccia con la pistola e lo trascina dentro a una stazione di sollevamento dell'acqua, situata nella zona lungo il reservoir, il lago artificiale di Central Park, il luogo dove Babe si allena per la maratona.
Inizialmente Babe non sa cosa fare del criminale in quel momento nelle sue mani, e questi cerca di corromperlo offrendogli una parte dei diamanti, ma Babe rifiuta e risponde a Szell che potrà tenersi i diamanti che riuscirà a ingoiare. Szell dopo aver ingoiato un diamante si rifiuta di proseguire e aggredisce Babe con la sua lama retrattile, ma Babe getta la valigia con i diamanti verso l'acqua. Szell si getta per afferrarla, ma cade e rotola giù per una scala a chiocciola metallica, rimanendo trafitto dalla sua stessa arma. Alla fine Babe, distrutto fisicamente ed emotivamente, getta nel lago la pistola e se ne va via.

## Produzione

### Sceneggiatura
La sceneggiatura del film segue piuttosto fedelmente il romanzo originale. La differenza più evidente è nel finale: nella versione cartacea Babe spara a bruciapelo al suo rivale (in un parco e non all'interno di un acquedotto), senza mostrare alcuna esitazione, al contrario di ciò che accade sullo schermo, dove di fatto è lo stesso Szell ad uccidersi, trafiggendosi involontariamente con il proprio coltello.

### Cast
I personaggi principali del film hanno tutti una caratteristica che li accomuna, ossia un'ossessione per qualcosa che li tormenta:
- Dustin Hoffman, Babe: vive tormentato dal ricordo del suicidio del padre, provocato dalla distruzione della sua carriera dopo le epurazioni del maccartismo; non ha amici, non ha vita sociale e passa il tempo a raccogliere informazioni dagli ex colleghi e dai vecchi conoscenti del genitore, lavorando a tempo pieno sulla sua tesi per riabilitarne la memoria.
- Roy Scheider, Doc: vive con l'ossessione di non essere più il migliore o comunque all'altezza della sua pericolosa professione; sente il tempo che passa e, al pari del giovane fratello, non è riuscito a costruirsi una vita di relazione, costantemente impegnato ad uccidere o ad evitare di essere ucciso.
- Laurence Olivier, Dott. Szell: vive solo e confinato in una non meglio precisata zona dell'Uruguay e come tutti i criminali di guerra è braccato, ma in lui non vi è il timore di essere catturato dato che, in ragione delle sue ricchezze, viene usato dalla Divisione; la sua ossessione è il timore che qualcuno possa impadronirsi dei diamanti e quindi renderlo inutile, vulnerabile ed indifeso.

## Riconoscimenti
- 1977 – Premio Oscar
  - Candidatura al miglior attore non protagonista a Laurence Olivier

- 1977 – Golden Globe
  - Miglior attore non protagonista a Laurence Olivier
  - Candidatura alla miglior regia a John Schlesinger
  - Candidatura al miglior attore in un film drammatico a Dustin Hoffman
  - Candidatura alla migliore attrice non protagonista a Marthe Keller
  - Candidatura alla migliore sceneggiatura a William Goldman

- 1977 – Premio BAFTA
  - Candidatura al miglior attore protagonista a Dustin Hoffman
  - Candidatura al miglior montaggio a Jim Clark

- 1977 – David di Donatello
  - Miglior film straniero a Robert Evans
  - Miglior attore straniero a Dustin Hoffman

## Citazioni e riferimenti
Nella versione originale del film, la sequenza della "tortura" di Szell a Babe durava molto di più, ma la reazione del pubblico all'anteprima convinse il regista a tagliarne gran parte. La domanda «È sicuro?» (en. "Is it safe?"), che Szell ripete varie volte a Babe, è stata inserita al 70º posto, dall'American Film Institute, nella classifica AFI's 100 Years... 100 Movie Quotes.